# Waikiki

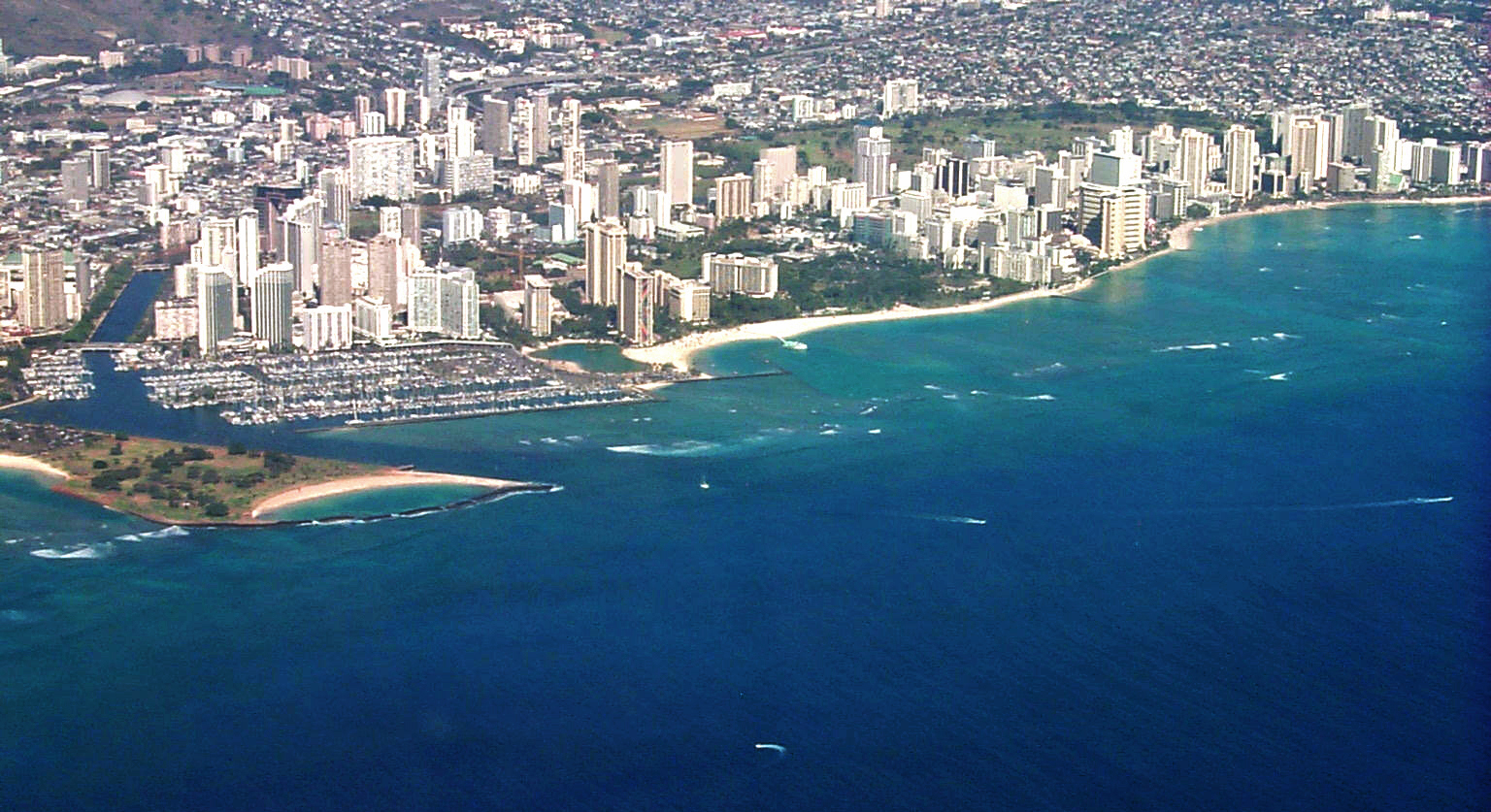
Waikīkī - letecká fotografie

Waikiki je předměstská část havajského hlavního města a stejnojmenného okresu na Havaji v Honolulu. Nachází se na jižním pobřeží ostrova Oahu. Název Waikiki pak nese stejnojmenná tichomořská pláž (anglicky: Waikiki Beach) ve městě.
V oblasti Waikiki se nachází další známá a veřejně dostupná místa včetně Kapiolani Park, Fort de Russy Military Reservation, Kahanamoku Lagoon, Kūhiō Beach Park a Ala Wai Harbor.
Město je charakteristické množstvím výškových budov, což jsou v převážné míře penziony, hotely a další ubytovací a rekreační zařízení určená zejména pro turisty. Stejnojmenná pláž je asi z 50 procent vymezena pouze pro surfaře. Pláž je na některých místech dost mělká a je poseta poměrně ostrými skalami sopečného původu. Bílý mořský písek v převážné míře není zdejšího původu a je sem dost nákladně dovážen z jiných vzdálených míst (například z Kalifornie), mořský příboj, příliv a odliv i atmosférické srážky jej neustále odplavují pryč. Správa města se snaží této přirozené mořské erozi bránit a dováží písek pocházející z místních zdrojů.

## Historie
Historie tohoto místa sahá někam na počátek 19. století, kdy sem přibyli první nedomorodí osadníci, místo bylo pro osídlení výhodné zejména pro dostatek sladké vody. První hotely se zde začaly stavět koncem 80. let 19. století, dnes je jich město plné.

## Etymologie
V havajském domorodém jazyce slovo Waikiki znamená "tryskající sladká voda" (tedy pramen neboli gejzír). Celé město pak bylo postaveno na bývalých mokřadech, které musely být kdysi odvodňovány mnoha kanály, nejznámější z nich je kanál Ala Wai Canal.

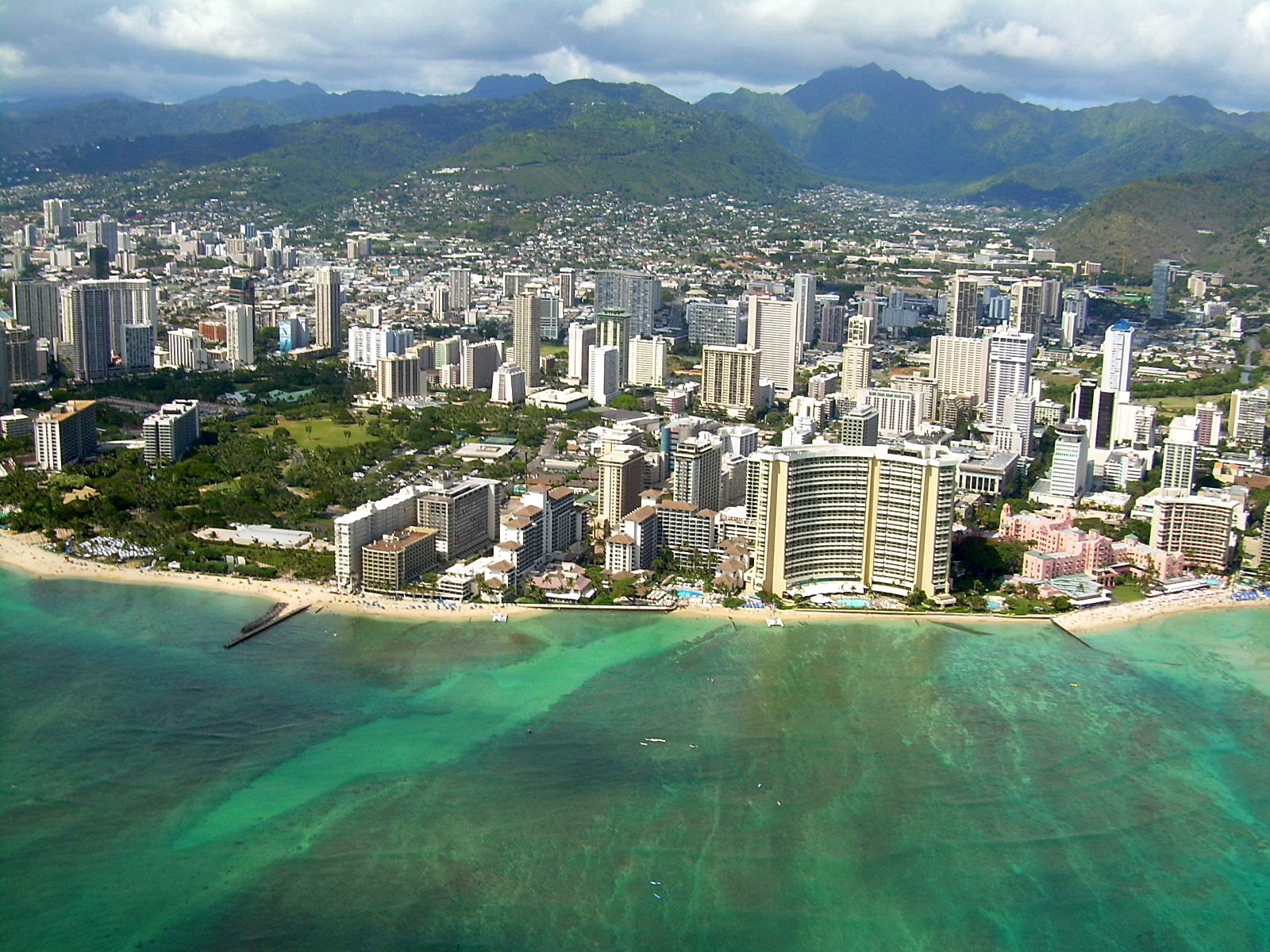
Waikīkī Beach - letecký pohled